# Galleria d'arte Niccoli
La Galleria d'arte Niccoli è stata fondata nel 1970 a Parma da Giuseppe Niccoli ed è diretta dai suoi figli Roberto e Marco.
Ex agente editoriale per la casa editrice Rizzoli negli anni Sessanta, Giuseppe Niccoli si specializza nella vendita di libri d'arte fino a ricavare un piccolo spazio espositivo all'interno della libreria.
Esordisce negli anni Settanta con mostre dedicate alla scultura astratta (Miguel Berrocal, Marino Marini, Giacomo Manzù, Pietro Consagra), all'arte del Novecento (Carlo Carrà, Max Ernst, Giorgio De Chirico, Aligi Sassu, Henri Matisse, Alberto Burri) e ad altri artisti contemporanei (Enrico Baj, Giò Pomodoro, Michelangelo Pistoletto, Mario Schifano).
Nel 1978 la Galleria d'Arte Niccoli soppianta interamente lo spazio della libreria.
Negli anni Ottanta la Galleria approfondisce il panorama internazionale, esponendo artisti come Graham Sutherland, Henry Moore, Otto Dix, Man Ray, Jean Arp, Daniel Spoerri, Henry Michaux, pur non tralasciando i contemporanei italiani (Afro Basaldella, Arturo Martini, Mario Sironi, Mimmo Rotella, Emilio Vedova, Piero Dorazio, Giacomo Balla, Armando Testa, Toti Scialoja, Lucio Fontana, Enrico Castellani)
Dal 1980 pubblica autonomamente i cataloghi delle mostre realizzate, con testi di autori quali Flavio Caroli, Enrico Crispolti, Giorgio Manganelli, Elena Pontiggia, Luciano Caramel, Angela Vettese, Gillo Dorfles, Maurizio Ferraris.
Dalla metà del decennio Ottanta la Galleria si apre al mercato giapponese, a partire dalla mostra del 1986 Artisti Giapponesi in Italia, esposta anche presso la Galleria Vivita di Firenze.
Negli anni Novanta Giuseppe Niccoli, coadiuvato dai figli Marco e Roberto, apre la galleria ad artisti d'oltreoceano con un trittico di mostre dedicato a Conrad Marca-Relli, Salvatore Scarpitta e Angelo Savelli. Il decennio prosegue con una serie di mostre dedicate ai movimenti italiani di Forma 1, MAC, Arte informale, Pop Art italiana e Arte cinetica e programmata (2000).
Dagli anni Duemila la Galleria si dedica alla rilettura di artisti come Agostino Bonalumi, Alik Cavaliere, Paolo Scheggi, Vasco Bendini.
La Galleria ospita opere di Artan Shalsi, Vasco Bendini, Agostino Bonalumi, Alberto Burri, Enrico Castellani, Alik Cavaliere, Lucio Fontana, Emilio Isgrò, Felice Levini, Piero Manzoni, Conrad Marca-Relli, Elio Marchegiani, Paolo Minoli, Salvatore Scarpitta, Paolo Scheggi, Aldo Tagliaferro.
Nel 2011 la Galleria d'arte Niccoli ha pubblicato un libro, a cura di Marco Meneguzzo, che raccoglie i 40 anni di attività dal 1970.
Presso la Galleria d'arte Niccoli ha sede l'archivio generale di Conrad Marca-Relli.